# Кинда, Гади
Гади Кинда (ивр. גדי קינדה‎; 23 марта 1994, Аддис-Абеба, Эфиопия — 20 мая 2025, Хайфа) — израильский футболист, полузащитник.

## Биография
Родился в 1994 году в Аддис-Абебе, в семье эфиопских евреев. В возрасте трёх лет эмигрировал с семьёй в Израиль.

### Клубная карьера
Воспитанник клуба «Ашдод», в составе которого дебютировал в чемпионате Израиля в сезоне 2011/12, сыграв в свой дебютный сезон 28 матчей. Всего провёл в команде семь с половиной сезонов, один из которых в Лиге Леумит. В феврале 2018 года перешёл в «Бейтар».
23 января 2020 года Кинда был взят в однолетнюю аренду клубом MLS «Спортинг Канзас-Сити». Свой дебют в североамериканской лиге, в матче стартового тура сезона 2020 против «Ванкувер Уайткэпс» 29 февраля, отметил голом. Всего в сезоне 2020 в составе команды он провёл 15 матчей и забил шесть мячей в регулярном чемпионате и дошёл до четвертьфинала в раунде плей-офф. После окончания сезона подписал со «Спортингом» полноценный контракт. Из-за травмы он пропустил весь сезон 2022 и начало сезона 2023. По окончании сезона 2023 срок контракта Кинды со «Спортингом КС» истёк.
28 декабря 2023 года Кинда заключил контракт с «Маккаби» из Хайфы сроком на 3,5 года.

### Карьера в сборной
Выступал за юношескую и молодёжную сборные Израиля. В сентябре 2019 года впервые был вызван в основную сборную Израиля на отборочный матч чемпионата Европы 2020 против Северной Македонии, но на поле не вышел. Дебютировал за сборную 5 июня 2021 года в товарищеском матче против сборной Черногории (3:1), в котором вышел на замену на 73-й минуте матча вместо Манора Соломона и отметился забитым голом на 91-й минуте.

### Смерть
6 мая 2025 года Кинда был госпитализирован, о чём клуб «Маккаби» сообщил отдельно. Умер 20 мая 2025 года в возрасте 31 года.

## Достижения
«Ашдод»
- Победитель Лиги Леумит: 2015/16